# Wilfredo Bacian
Wilfredo Manuel Bacian Delgado (Iquique, 1976) es un gestor cultural y político chileno perteneciente al pueblo quechua, que desde julio de 2021 se desempeña como miembro de la Convención Constitucional de Chile, en representación de esa etnia.
Es reconocido por ser dirigente de la «Comunidad Indígena Quechua de Quipisca», en la Región de Tarapacá. Su enfoque principal desde hace más de quince años ha sido reivindicar el patrimonio de su comunidad. Además ha velado por la preservación ambiental de esa zona.
El 27 de julio de 2021 fue elegido coordinador de la Comisión de Participación y Consulta Indígena de la Convención Constitucional junto con Margarita Vargas López.